# 斑點肩鰓䲁
斑點肩鰓鳚（学名：Omobranchus punctatus），又名狗鰷，为輻鰭魚綱鳚形目鳚科肩鰓鳚屬下的一个种，主要分布于印度洋和太平洋的珊瑚礁中，從波斯灣到斐濟，北至日本，本魚體延長略側扁，頭部無冠膜及觸鬚，鰓孔下端與胸鰭上緣相對。眶下管和眶間管內的感覺孔大多分別有8個和3個，背鰭與尾柄相連，雄魚身體上的橫條紋明顯，但雌性則不太明顯，胸鰭基部有一大暗斑，体长可达到9.5公分，成魚棲息在沿海岩石與紅樹林，屬雜食性，生活習性不明。